# Schloss Mühldorf

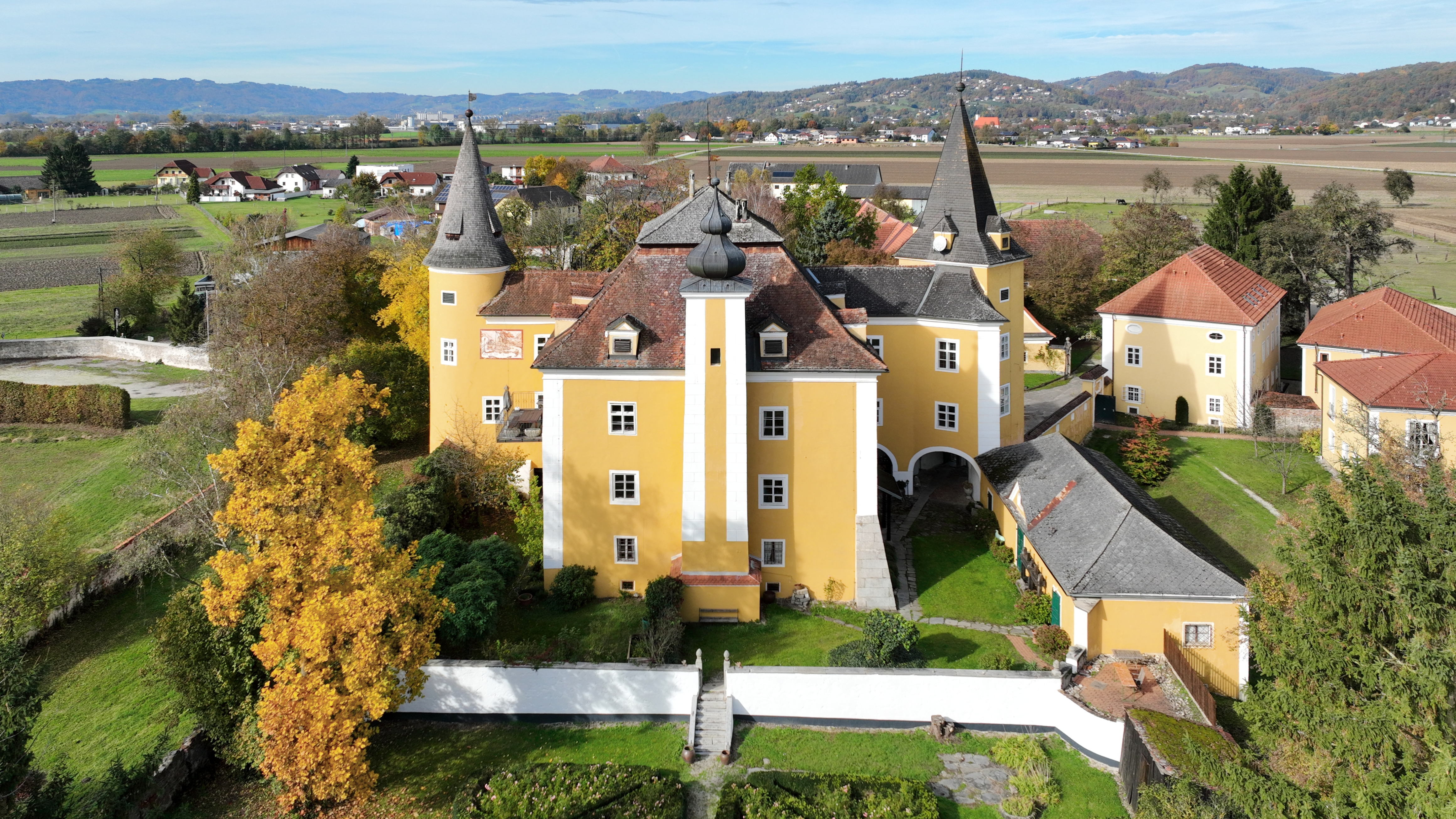
Schloss Mühldorf

Das Schloss Mühldorf ist ein Schloss und liegt in der Gemeinde Feldkirchen an der Donau im Bezirk Urfahr-Umgebung von Oberösterreich (Mühldorf 1).

## Geschichte
Mühldorf wurde erstmals im Jahr 1347 als Besitz von Niklas dem Mühldorfer erwähnt. Es war damals der Burg Freudenstein zugehörig und gehörte nach der Erbauung von Oberwallsee zu dessen Urbarbesitz. 1363 hatten die Premser Mühldorf als Lehen von den Wallseern erhalten. Ab 1483 gehörte Mühldorf nach dem Aussterben der Wallseer den Liechtensteinern. 1491 wird Virgilius der Premser zu Mühldorf genannt. In der Familie der Premser verblieb Mühldorf bis 1560. Der letzte Premser im Mannesstamm war Achaz Premser. 1563 erhielt Wilhelm Tupfer von Mitterndorf den Besitz als Liechtensteinsches Lehen. Auf die Tupfer folgte Hans Georg Siegmar Stangl (1594). Nach diesem kam Mühldorf an Rosina von Herberstein.

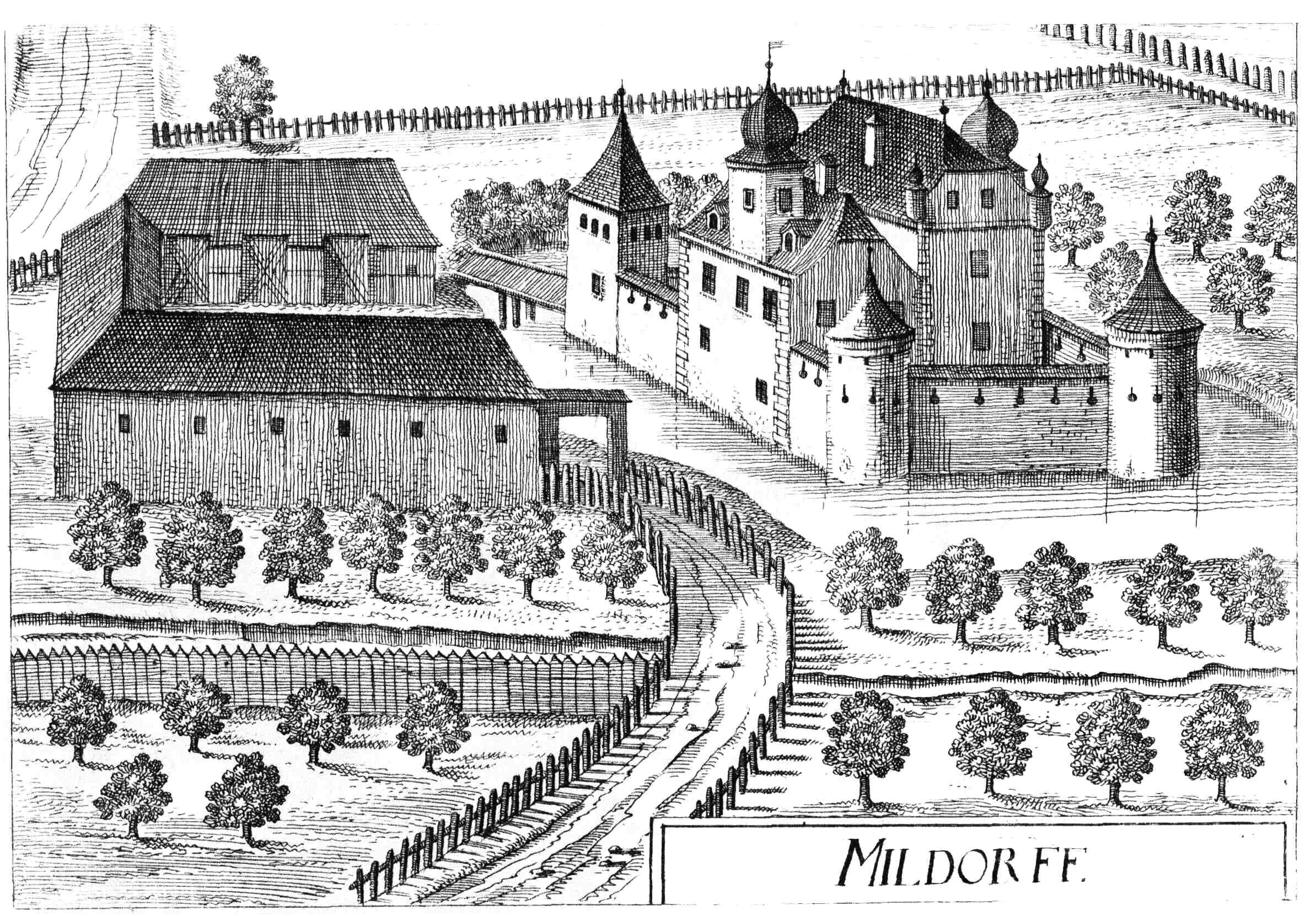
Schloss Mühldorf nach einem Stich von Georg Matthäus Vischer von 1674

1660 erwarb Graf Sebastian von Clam das Schloss, wenige Jahre später war Matthias von Undorf sein Besitzer. 1674 brachte Johanna Undorf Mühldorf als Heiratsgut in die Ehe mit Johann Georg Peisser von Wertenau ein. Im Jahr 1747 kaufte das Zisterzienserstift Wilhering von Maria Clara von Hoch das Schloss und die dazugehörigen Ländereien. Im Besitz des Stiftes verblieb es bis zum Jahr 1980, wobei der Komplex als Meierhof diente.
1942 wurden Teile der volkskundlichen Sammlungen des Oberösterreichischen Landesmuseums in Linz bis Kriegsende in das Schloss ausgelagert. Danach gelangte das Schloss in Privatbesitz und wird heute als Hotel und Restaurant genutzt. In den Wirtschaftsgebäuden ist das Hotel Mühldorf untergebracht, in den ehemaligen ausgedehnten Stallungen befindet sich heute eine Tierarztpraxis.

## Schloss Mühldorf heute
Wie auf einem Stich von Georg Matthäus Vischer von 1674 zu sehen ist, war Mühldorf eine stark befestigte Wasserburg. Eine Mauer mit zwei Rund- und einem Vierecksturm beschützten die Anlage. Das Hauptgebäude war mit Schwarwachttürmen ausgestattet. Die Schlossgebäude wurden von zwei Zwiebeltürmen überragt. Zum Schloss führte eine hölzerne Brücke. Gegenüber dem Schloss waren die Wirtschaftsgebäude.
Die heute noch erhaltene Bausubstanz des Hauptbaus reicht nur bis ins 16. Jahrhundert zurück. Neben dem rechteckigen Mittelbau ist noch der gotische Torturm mit dem Hauptportal und einem Einlasspförtchen erhalten. Die Türme sind mit dem Hauptgebäude durch Flügel aus der zweiten Hälfte des 17. Jahrhunderts verbunden. Im südwestlichen Turm befindet sich die Schlosskapelle mit einem Altar von 1660. Der Wassergraben ist aufgefüllt und eingeebnet. Der wiesige Grund vor dem Schloss (der zugeschüttete Wassergraben) führt über eine gemauerte Brücke zu dem über Eck stehenden Torturm. Der Zugang zum Schloss befindet sich auf der Hofseite. Vom rückwärtigen Hof gelangt man in den ehemaligen Park, der von einer hohen Mauer umfangen ist. Das Schlossgebäude diente dem Besitzer des Meierhofes als Hausstock.
Das Schloss wird aktuell für private Veranstaltungen, Feiern und Seminare genutzt.

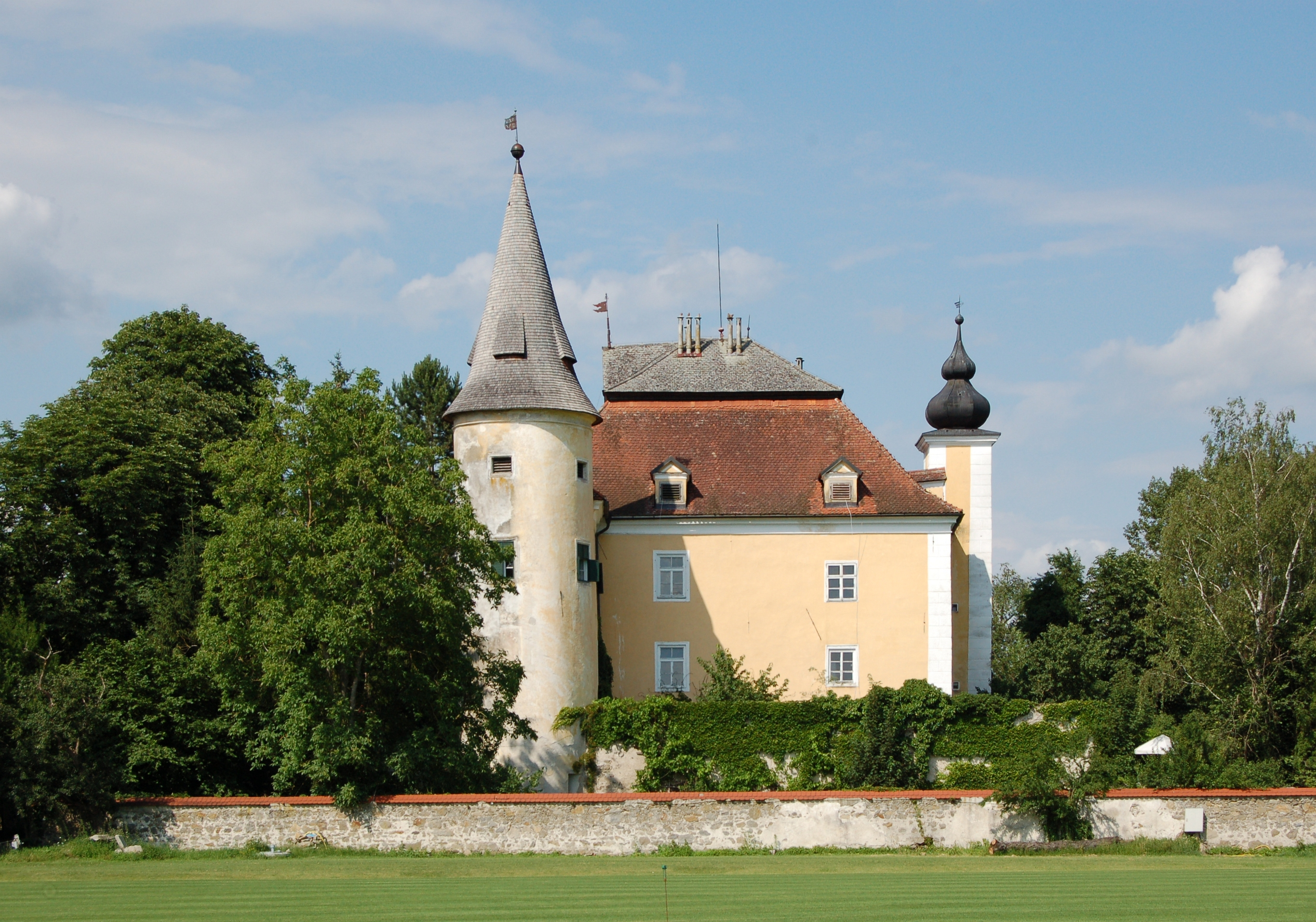
Südwestansicht des Schlosses Mühldorf
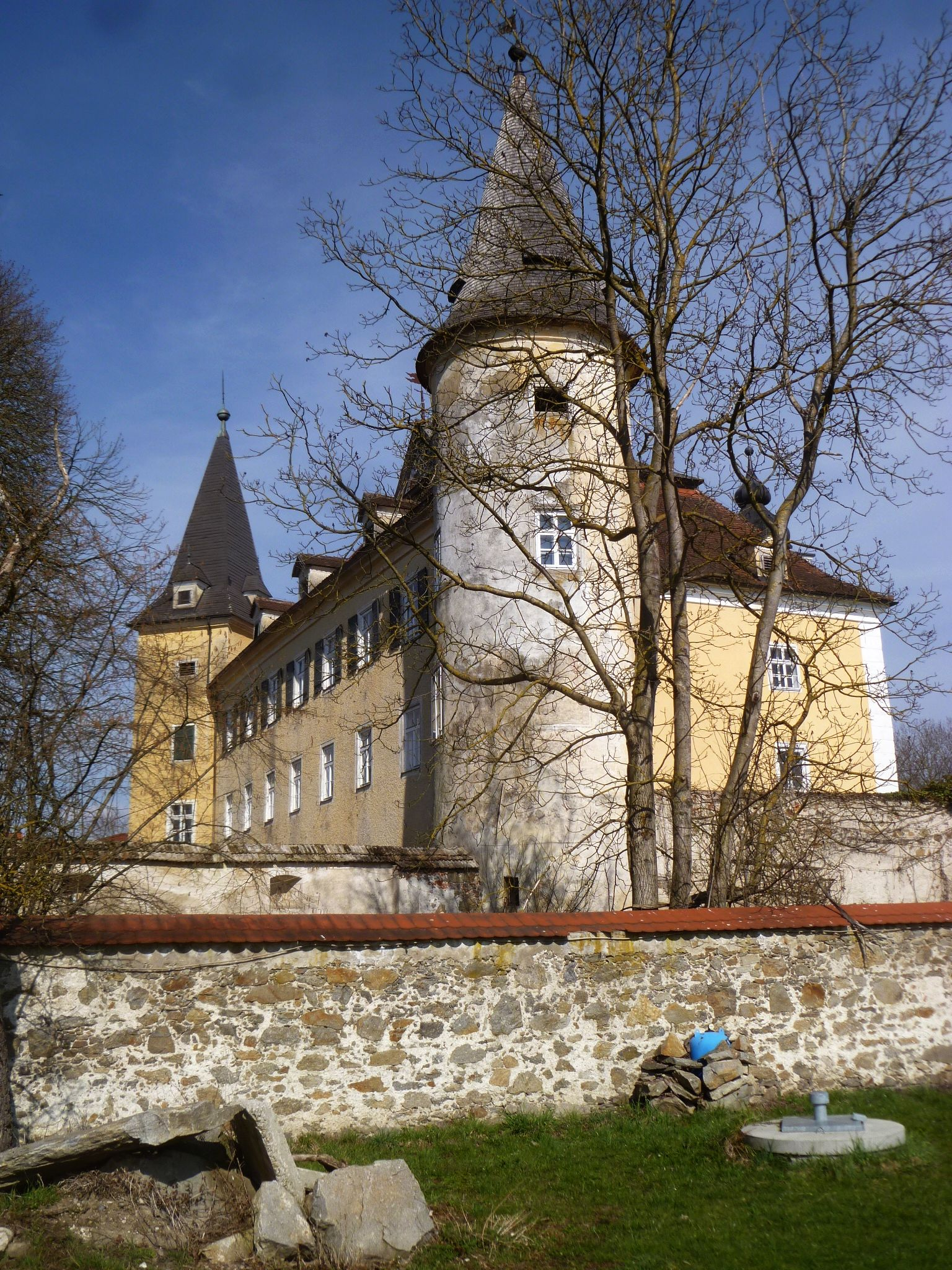
Schloss Mühldorf heute
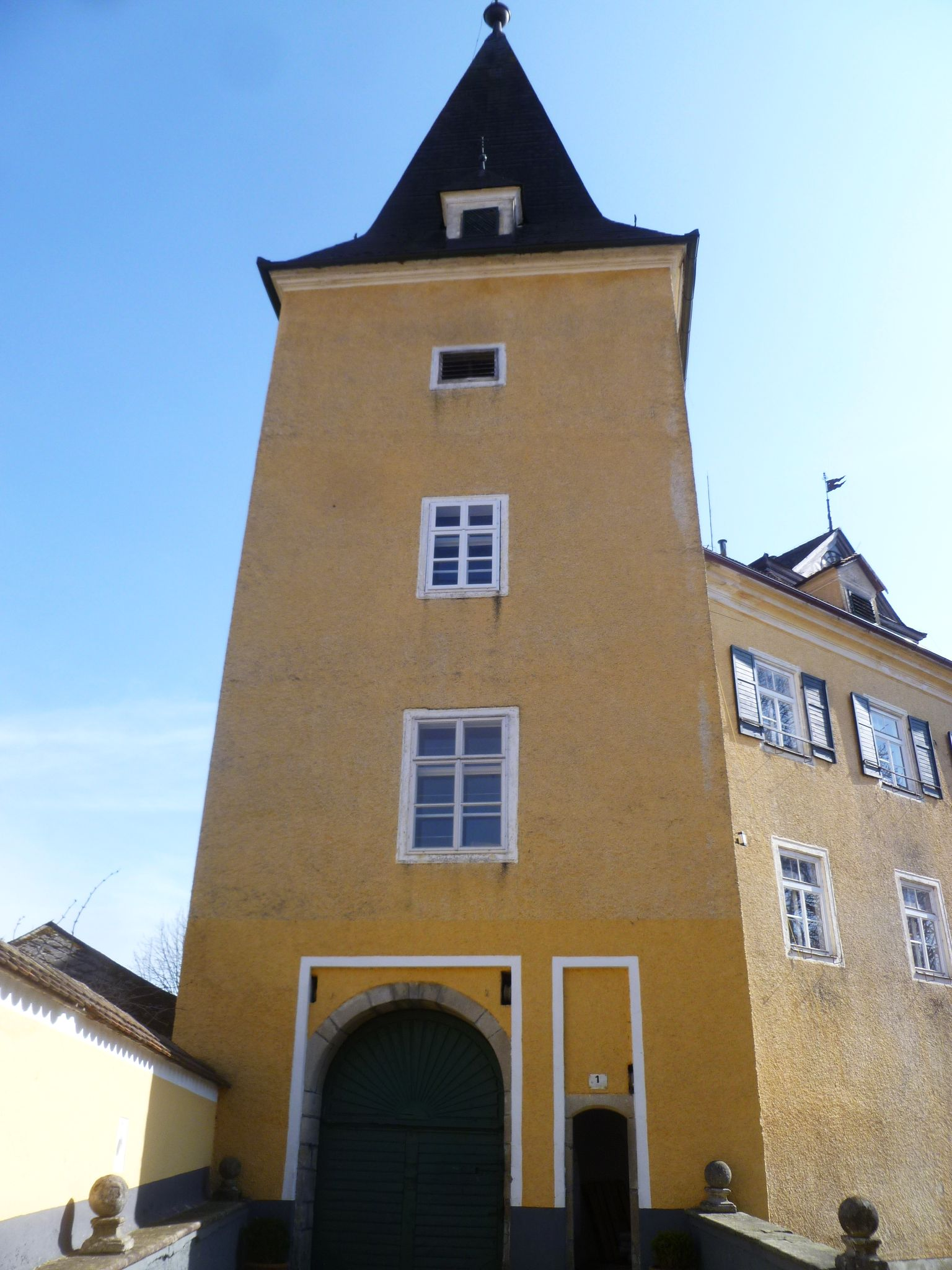
Torturm
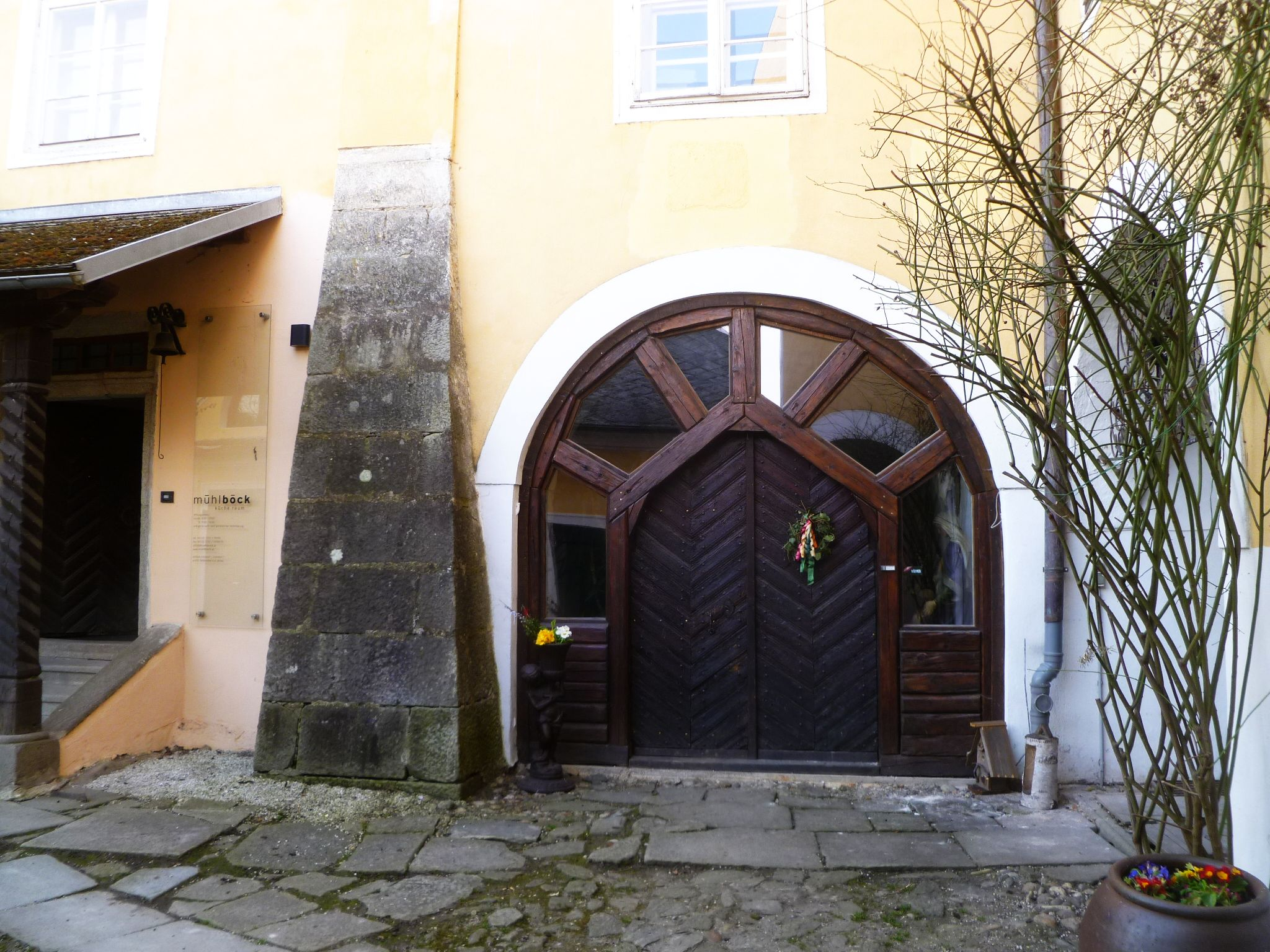
Tor zum Hauptgebäude
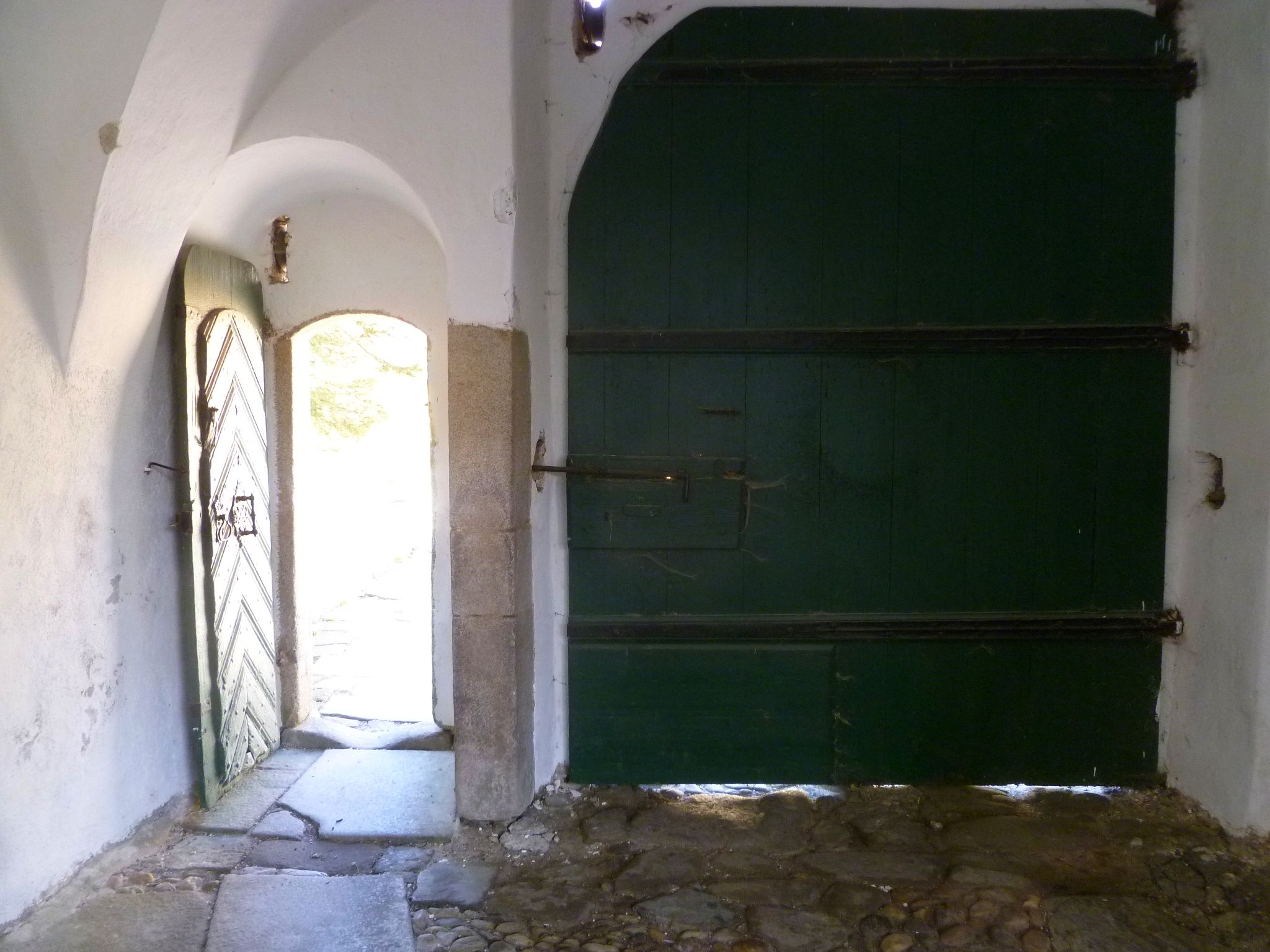
Tor mit Eingangspforte von Innen